# Rue Ricaut
La rue Ricaut est une voie du 13e arrondissement de Paris située dans le quartier de la Gare.

## Situation et accès
La rue Ricaut est desservie par les lignes 5, 6 et 7 à la station Place d'Italie.

## Origine du nom
La rue tire son nom de celui d'un propriétaire local.

## Historique
Ancien « passage Ricaut », cette voie accède au statut de rue par arrêté du 22 octobre 1976.

## Bâtiments remarquables et lieux de mémoire

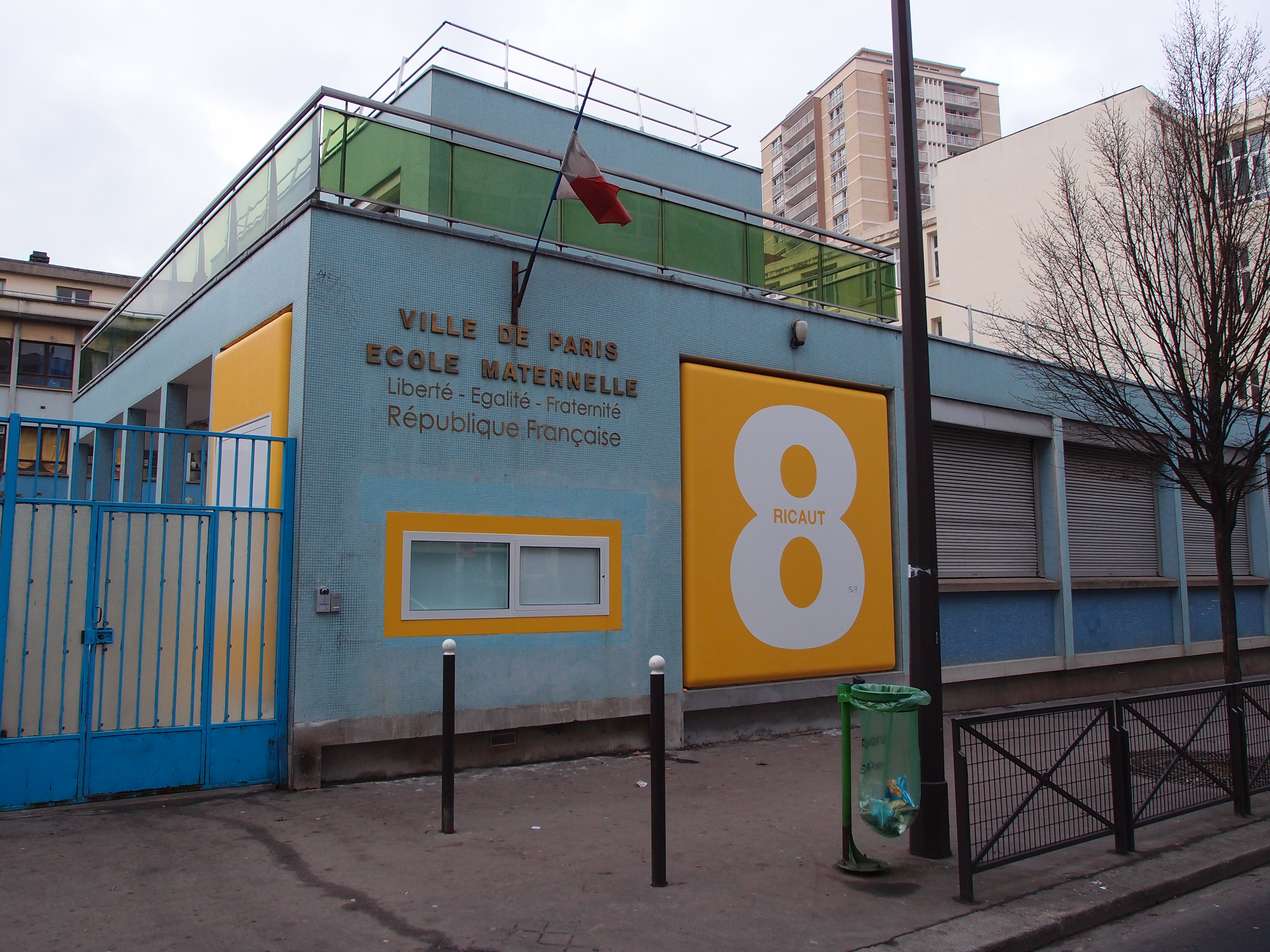
École maternelle publique Ricaut.

L'immeuble situé côté impair est constitué d'ateliers d'artistes. Ainsi :
- No 7 : Felicia Pacanowska (1907-2002) et Edgard Naccache (1917-2006), artistes peintres, y vécurent[2].
- No 9 : Gaston-Louis Roux (1904-1988), artiste peintre, y vécut.